# Willem Enklaar

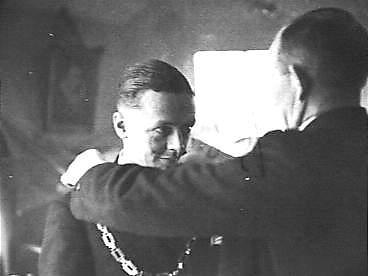
Willem Enklaar op 13 maart 1946

Willem Henric Enklaar (Oss, 25 april 1914 – Holten, 27 september 1997) was een Nederlands burgemeester.
Hij werd geboren als zoon van mr. Bernard Paulus Enklaar (1883-1949), destijds griffier bij het kantongerecht en later president van de arrondissementsrechtbank van Groningen, en Johanna Hermina Kosters (1883-1959). Zijn rechtenstudie aan de Rijksuniversiteit Groningen moest W.H. Enklaar onderbreken door de oorlog. Hij was volontair bij de gemeente Markelo toen hij in 1943 werd opgepakt en opgesloten in Kamp Vught. Dankzij de inzet van de toenmalige Markelose burgemeester kwam hij echter weer vrij. In juli 1945 werd Enklaar benoemd tot waarnemend burgemeester van Holten en kort daarop kon hij alsnog afstuderen in de rechten. In maart 1946 werd hij benoemd tot burgemeester van Holten wat hij tot zijn pensionering in mei 1979 zou blijven. Daarnaast is hij ook nog waarnemend burgemeester geweest van Bathmen (1960-1962 & 1982-1984), Heino (1973-1974) en Stad Delden (1977-1978). Enklaar overleed in 1997 op 83-jarige leeftijd.